# Поповка (приток Случи)
Поповка (укр. Попівка) — река на Украине, протекает по территории Хмельницкого района Винницкой области,  Любарского района Житомирской области, Старосинявского и Староконстантиновского районов Хмельницкой области. Правый приток Случи (бассейн Днепра).
Длина реки 27 км, площадь бассейна 141 км2. Долина корытообразная, шириной до 1,5 км, глубиной до 20 м. Пойма шириной до 100 м. Русло извилистое, его ширина до 5 м, глубина до 0,5 м. Уклон реки 1,3 м/км. На реке есть пруды.
Берёт начало на заболоченной долине южнее села Червоная Владимировка. Течёт преимущественно на северо-запад. Впадает в Случь севернее села Махаринцы.
Наибольший приток Кудина (правый).